# ابوالقاسم سرحدی‌زاده
ابوالقاسم سرحدّی‌زاده (زادهٔ ۱۳۲۴ در تهران – درگذشتهٔ ۲۵ تیر ۱۳۹۹) سیاستمدار ایرانی، دبیرکل و بنیان‌گذار حزب اسلامی کار، سه دوره نمایندهٔ مجلس شورای اسلامی و وزیر کار و امور اجتماعی در دولت دوم میرحسین موسوی بوده است.

## زندگی
ابوالقاسم سرحدّی‌زاده به سالِ ۱۳۲۴ در شهر تهران متولد شد. قبل از ۱۵ خرداد ۱۳۴۲ به حزب ملل اسلامی پیوست. در مهر ۱۳۴۴، همراه با دستگیری‌های اعضای حزب، دستگیر شد و در دادگاه تجدیدنظر، با یک درجه تخفیف، به ۱۵ سال زندان محکوم شد.
او پس از انقلاب، با سپاه پاسداران انقلاب اسلامی همکاری داشت. سابقهٔ عضویت در شورای سرپرستی و قائم‌مقام بنیاد مستضعفان انقلاب اسلامی را دارد. مدتی نیز رئیس شورای سرپرستی زندان‌ها بود.
سرحدّی‌زاده وزیر کار و امور اجتماعی در دولت دوم میرحسین موسوی بود. در دوران وزارت او تنش‌های فراوانی میان وزارت کار و شورای نگهبان پیرامون حق بیمهٔ کارگران کارگاه‌های زیرِ ۵ نفر (شورای نگهبان ملزم‌کردن کارفرما به پرداخت حق بیمه را خلاف شرع می‌دانست)، زمینه‌ساز تشکیل مجمع تشخیص مصلحت نظام شد.
وی چندین دوره ریاست هیئت مدیره اتاق تعاون ایران را به عهده داشت.
سرحدّی‌زاده در هیئت مرکزیِ خانهٔ کارگر نیز عضو بوده است. او نمایندهٔ تهران در مجلس سوم، پنجم و ششم بود که در مجلس ششم، ریاست کمیسیون اجتماعی را هم برعهده داشت. وی از جمله نمایندگان متحصن در مجلس ششم و از امضا کنندگان نامه موسوم به نامه جام زهر نیز بوده است که طی آن به همراه ۱۲۶ نفر دیگر از نمایندگان مجلس، در زمان حمله آمریکا به عراق در بهار سال ۱۳۸۲ و سقوط صدام حسین، خواستار نجات کشور از شرایط بحرانی شدند. او در دوران نمایندگی در مجلس ششم بر اثر سکتهٔ مغزی از ادامهٔ فعالیت در مجلس بازماند.
وی در ۲۴ تیر ۱۳۹۹ پس از تحمل یک دوره طولانی بیماری بر اثر ایست قلبی و در سن ۷۵ سالگی درگذشت.